# CZW Iron Man Championship
O CZW Iron Man Championship (em português: Campeonato do Homem de Aço da CZW) foi um título de wrestling profissional da empresa Combat Zone Wrestling (CZW), criado em 13 de fevereiro de 1999 e retirado em 11 de julho de 2009. Antes de sua retirada, ele chegou a ser chamado de CZW New Horror Championship, enquanto Sami Callihan era o campeão.